# Филдерщат
Филдерщат (на немски: Filderstadt) е град в окръга Еслинген в провинцията Баден-Вюртемберг, Германия. Населението му е 45 807 (по приблизителна оценка от декември 2017 г.).
Градът е разположен на около 13 km южно от Щутгарт, непосредствено до летището на Щутгарт, върху плато, наречено Филдерхохфлеге (Filderhochfläche). Оттам произхожда и името на града.
За дата на основаване на града може да се смята 1 януари 1975 г., когато официално се обединяват пет по-малки града – Бернхаузен (Bernhausen), Бонланден (Bonlanden), Платенхарт (Plattenhardt), Зийлминген (Sielmingen) и Хартхаузен (Harthausen), който днес са съставни част на Филдерщат. Новосформираното селище е кръстено Община Филдерлинден (Gemeinde Filderlinden). На 25 юли същата година името е променено на Филдерщат.
Филдерщат е известен с музея си Готлоб-Хойслер-Хайматмузеум (Gottlob-Häussler-Heimatmuseum), който се помещава в старото кметство на града. В него е изложена експозиция, представяща живота в района в миналото. Други забележителности в града са евангелистката църква Св. Яков в Бернхаузен (Jakobuskirche Bernhausen), кметството в Бернхаузен, изградено стил барок, както и кулата Улбергтурм (Uhlbergturm), висока 25 m, от която се разкрива гледка към целия регион.
В периода 1978 – 2005 г. градът е домакин на турнира по тенис от II категория на WTA Тур Порше Гран При.